# Cerastes gasperettii
Cerastes gasperettii är en ormart som beskrevs av Leviton och Anderson 1967. Cerastes gasperettii ingår i släktet Cerastes och familjen huggormar. IUCN kategoriserar arten globalt som livskraftig. Utöver nominatformen finns också underarten C. g. mendelssohni.
Arten förekommer på Arabiska halvön och i angränsande regioner av Irak och Iran. Den lever i sanddyner med glest fördelad växtlighet och vid wadi. Ibland besöks områden som tidvis översvämmas med saltvatten. Honor lägger ägg.